# Fudarakusandži
Fudarakusandži (japonsky 補陀洛山寺) je japonský buddhistický chrám sekty tendai v katastru města Načikacuura v okrese Higašimuro v prefektuře Wakajama.
Hlavním objektem uctívání je Tisíciruká Kannon (千手観音, Sendžu Kannon).
V červenci 2004 byl chrám spolu s dalšími památkami na poloostrově Kii zapsán na Seznam světového dědictví UNESCO pod názvem Posvátná místa a poutní stezky v pohoří Kii.